# Pablo Urbányi
Pablo Urbányi (Ipolyság, 1939. május 24. – ?, 2024. április 27.) magyar-argentin-kanadai író és újságíró.

## Élete
Nyolcéves korában szüleivel kivándorolt Argentínába. Buenos Airesben sokféle szakmában dolgozott: könyvesboltos, szőnyegárus, pincér, újságíró, színész és rendező volt. Első publikált műve, a Noche de revolucionarios (A forradalmárok éjszakája) című novelláskötet 1972-ben jelent meg.
1975-ben a La Opinión című újság kulturális rovatának szerkesztőjeként dolgozott, de 1977-ben az államcsíny és a katonai diktatúra okozta terror és erőszak miatt el kellett hagynia Argentínát. Ezután Kanadába költözött, ahol megírta az En ninguna parte (Sehol) című regényt, amelyet 1981-ben adtak ki, és angolra, valamint franciára is lefordítottak. 1988-ban megjelentette De todo un poco de nada mucho (Mindenből egy kicsit, semmiből sem sokat) című munkáját. 1992-ben bemutatta A hagyaték című magyar nyelven írt novelláskötetét. Ugyanebben az évben jelent meg a Nacer de nuevo című regénye, valamint az Un revolver para Mack (Egy revolver Macknek) című krimiparódia francia fordítása.
1993-ban döntős volt a Planeta de Argentina irodalmi díjra Silver című regényével, amely 1994-ben jelent meg.
Pablo Urbányi 2024. április 27-én halt meg.

## Argentínában
Pablo Urbányi Argentínában tanulta meg második anyanyelvét, a spanyolt. Miután megszerezte az alapdiplomáját, számos egyetemi tudományterületen kereste hivatását, anélkül, hogy egyet is befejezett volna. Az olvasás megszállottsága és az íróvá válás iránti ambíciója aztán elszakította tőlük.
A középiskolában találkozott Roberto Juarroz argentin költővel, aki hosszú éveken át a mentora volt. Juarroz bevezette Urbányit az irodalomtörténetbe és annak nagy képviselőibe, a görög klasszikusoktól Dante Alighieriig és Cervantesig, akiknek szatírája később nagy hatással volt stílusára. Urbányi munkásságára hatással voltak még Swift, Joyce, Proust, valamint Jaroslav Hašek „Švejk, egy derék katona kalandjai a világháborúban” című regénye, amely Urbányi szatirikus munkásságának egyik alapvető ihletője. De talán a legtisztábban az osztrák író, Robert Musil hatott rá.
Az 1976-os államcsíny a terror légkörét teremtette Argentínában. Az értelmiségiek, művészek és aktivisták üldözése miatt Pablo Urbányi kanadai száműzetésbe kényszerült.

## Kanadában
1977-ben érkezett Kanadába. Spanyol nyelvtanár lett, egy olyan állásban, amelyet soha nem tanult. Kurzusokat tartott az Ottawai Egyetemen és a Kanadai Külügyi és Nemzetközi Kereskedelmi Minisztériumban, ahol számos regényét is megírta.
Amellett, hogy 2004-ben döntős volt a Planeta de Argentina irodalmi díjra, Urbányi ugyanebben az évben megkapta a Latin-amerikai Teljesítménydíjak Irodalmi Kifejezési Díját, valamint számos más díjat és kitüntetést Kanadában. Szülővárosában, Ipolyságon Urbányit 2005-ben díszpolgárrá avatták.
Pablo Urbányi vendégként számos európai és amerikai egyetemen tartott előadást. Novellái és történetei az óceán mindkét partján szaklapokban jelentek meg. Regényeinek nagy részét lefordították angol, francia és magyar nyelvre.

## Művei
- Noche de revolucionarios (novellák gyűjteménye - 1972)
- Un revolver para Mack (regény - 1975)
- En ninguna parte (regény - 1981)
- De todo un poco de nada mucho (trilógia - 1987)
- Nacer de nuevo (novellagyűjtemény - 1992)
- Silver (regény - Planeta-díj döntőse - 1994)
- Puesta de sol (regény - 1997)
- 2058, en la Corte de Eutopía (regény - 1999)
- Una epopeya de nuestros tiempos (regény - 2004)
- El zoológico de Dios (regény - 2006)
- El número 125 (regény - 2008)
- El zoológico de Dios II (regény - 2010)
- La palabra (regény -2013)
- Cuentos desagradables (novellagyűjtemény -2013)

### Magyarul megjelent
- A hagyaték : szatírák – Magánkiadás, Budapest, 1992 · ISBN 9634007724 · Fordította: Dobos Éva
- Silver – Nap, Dunaszerdahely, 2004 · ISBN 808903246X · Fordította: Dobos Éva
  - – Fapadoskonyv.hu, Budapest, 2009 · ISBN 9789632994314
- Naplemente szimptóma (Puesta de sol) – Nap, Dunaszerdahely, 2005 · ISBN 8089032699 · Fordította: Dobos Éva
- Isten állatkertje I. (Ipolyság) (El zoologico de Dios) – Noran, Budapest, 2007 · ISBN 9789639716131 · Fordította: Dobos Éva

## Fordítás
Ez a szócikk részben vagy egészben  a   Pablo Urbanyi című francia Wikipédia-szócikk fordításán alapul.  Az eredeti cikk szerkesztőit annak laptörténete sorolja fel. Ez a jelzés csupán a megfogalmazás eredetét és a szerzői jogokat jelzi, nem szolgál a cikkben szereplő információk forrásmegjelöléseként.